# Phalaenopsis bellina
Phalaenopsis bellina es una orquídeas del género de Phalaenopsis de la subfamilia Epidendroideae de la familia Orchidaceae. Nativa de Malasia y de Borneo.   
Durante mucho tiempo considerada como la forma "Borneo" de la Phalaenopsis violacea, está considerada hoy en día como una especie independiente.

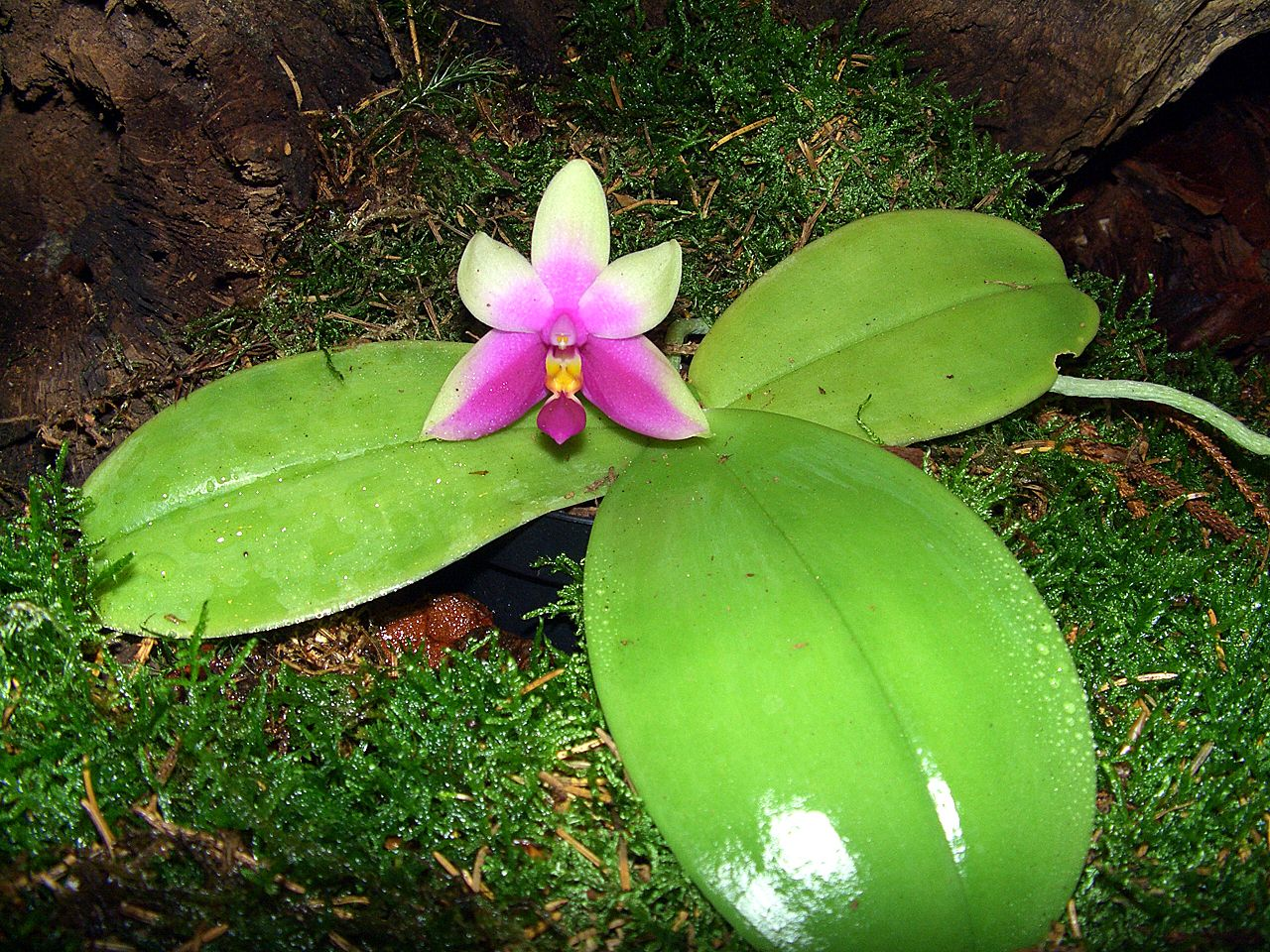
Planta con flor

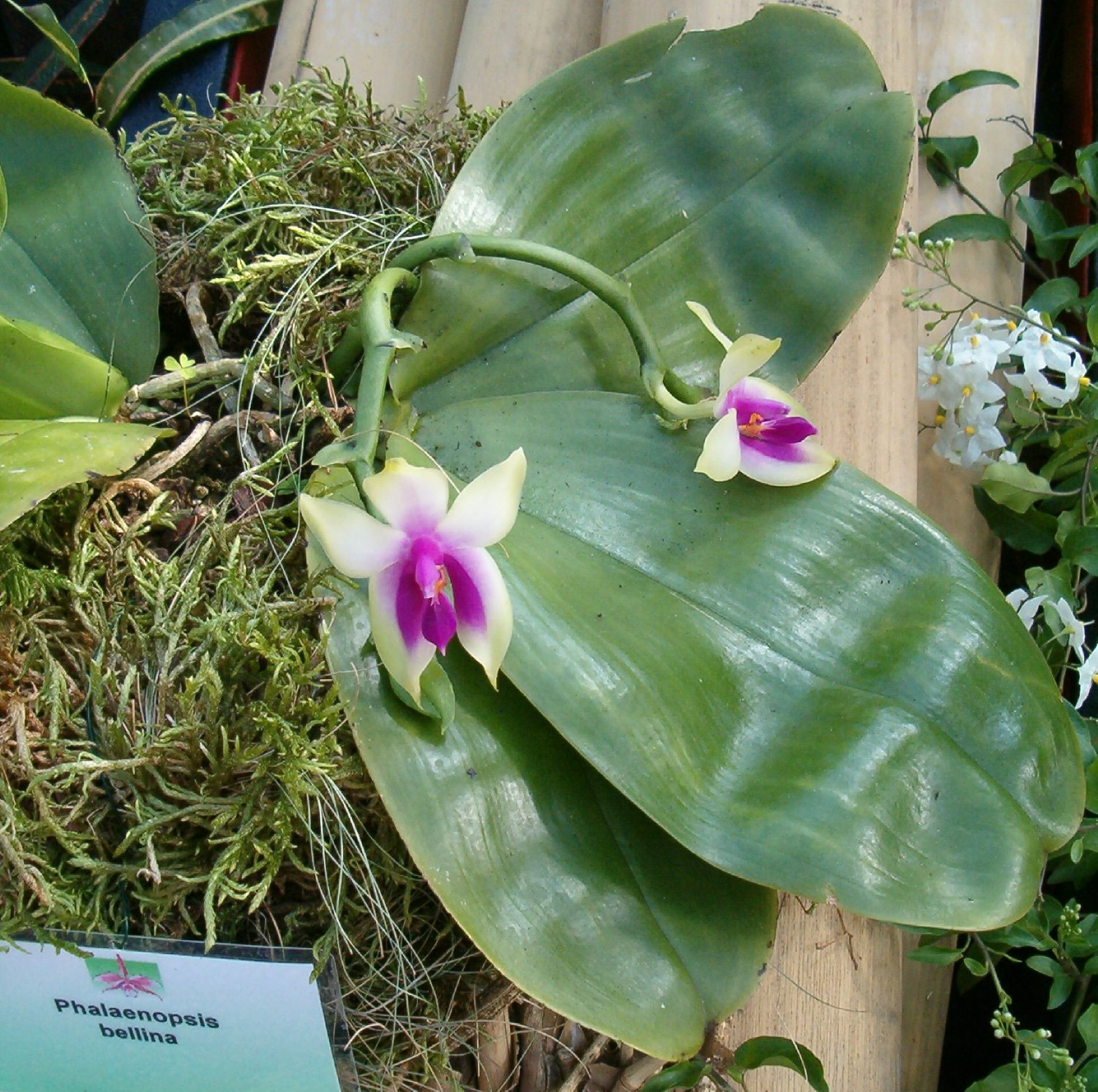
Vista de la planta

## Hábitat
Orquídea epifita. En la naturaleza se encuentran debajo del dosel forestal en la humedad de la parte baja, protegidas de la luz solar directa. Se desarrolla en troncos de árboles con abundante musgo de donde las raíces de la planta sacan los nutrientes con los restos de corteza del árbol. Se encuentran hasta alturas de 200 m.

## Descripción
La Phalaenopsis bellina la floración se produce sucesivamente a lo largo de todo el año.
Muestra un hábito de desarrollo monopodial. El rizoma se desarrolla erecto y en su extremo produce dos gruesas y carnosas hojas alternas y elípticas cada año. Las hojas basales más viejas se caen al mismo tiempo. La planta de este modo retiene de cuatro a cinco hojas. No tienen pseudobulbos  y el almacenamiento de agua y sustancias de reserva se verifica en sus hojas, de láminas amplias y consistentes.
El racimo aparece del tallo que surge entre las hojas  y florece en todo su esplendor durante varias semanas.
Con una inflorescencia larga y ramosa (más de un metro de larga) con unas flores que constan de 3 sépalos cuya punta forma un triángulo isósceles. Los pétalos son ovales midiendo generalmente más de 1,3 cm de anchura.
Sépalos y pétalos con el tercio superior color verde manzana que amarillea con la edad. Manchas rojizas sobre la mitad interna de los sépalos laterales. La cumbre de la columna y el lóbulo medio son magentas. Lóbulos laterales amarillos con dos manchas magenta.
Las raíces son gruesas y están recubiertas por un tejido esponjoso llamado velamen que ayuda a la absorción de agua y nutrientes. Por dentro está la auténtica raíz, que contiene clorofila y presenta color verde.

## Cultivo
Están plantas no son muy exigentes en cuanto a su cultivo. Requiere unas condiciones mínimas que no son difíciles de conseguir dentro de las casas.
- Temperatura
Se desarrolla bien con la temperatura de la casa. Soporta temperaturas de entre 14 y 35 °C con preferencia de temperatura durante el día de 20-24 °C. Para hacerla florecer, hay que mantener una diferencia de temperatura de 5 °C entre el día y la noche durante un mes.
- Luz
Los Phalaenopsis prefieren una luz viva, sin el sol directo del periodo del mediodía. Su ideal está entre 15.000-20.000 lux.  Para ello se pueden situar junto a una ventana orientada al este o al oeste, con un visillo o cortina fina de por medio. Sin que le de la luz directa del sol pues se le pueden quemar las hojas. Las raíces de estas orquídeas son verdes, tienen clorofila por tanto capaces de realizar la fotosíntesis, por lo que es conveniente que estén en macetas incoloras.
- Agua
De preferencia no calcárea y sin cloro (usar cartuchos filtrantes si el agua disponible es muy calcárea).
- Riegos
Moderados. Hay que dejar secar un poco el compost entre dos riegos. Las raíces prefieren los compost con buen drenaje. Disminuir los riegos cuando los nuevos pseudobulbos estén maduros. Algunas variedades prefieren que las raíces sequen rápidamente.
- Humedad
La humedad ambiental debe estar situada entre el 50 y 60%, si bien debe ser mayor cuanto más alta sea la temperatura. Les gustan las vaporizaciones.
- Aclareo
Normalmente al final del invierno o en la primavera, después de la floración. Toleran bien los tiestos pequeños. Utilizar de preferencia un tiesto no poroso (nada de macetas de barro cocido), a fin de no concentrar las sales minerales. Si no, se recomienda de humedecer el compost con agua clara de vez en cuando. Después del cambio de tiesto, esperar unas dos semanas antes de emprender el ritmo normal de riegos. Vaporizar el envés de las hojas.
- Substrato
Granulometría de fina a media, a base de corteza de pino, atapulgita o argex (esferas de tamaño variable), carbón vegetal, poliestireno.
Es conveniente, no sólo en Phalaenopsis sino en orquídeas en general, desinfectar el medio de cultivo previo a su utilización. Un método eficaz e inocuo tanto para las plantas como para el ambiente es lograr la desinfección por acción del calor.
El proceso consiste en colocar en una asadera la mezcla preparada bien humedecida y llevarla a horno convencional durante 20 minutos a temperatura de 180 °C cuidando de que no se seque en exceso para evitar que se queme.
Retirar y dejar enfriar completamente. Una vez frío volver a humedecer (al plantar el sustrato siempre debe estar mojado).
- Abonos
Debido a que son plantas epifitas que viven sobre troncos de árboles y recogen el agua de lluvia que escurre no tienen grandes exigencias de abono.
Venden abonos especiales para ellas, pero basta con usar un abono para plantas de interior reduciendo su dosis a la cuarta parte, que aplicaremos cada 10-15 días en la floración y el resto del tiempo esporádicamente.
- Reproducción
Producen innumerables semillas, pero difíciles de germinar como no estén en simbiosis con un hongo. Por lo cual, el método más fácil es mediante Keikis (hijuelo que la planta madre emite en la vara floral, tras la floración). Para estimular la aparición de Keikis tras la floración, se corta la vara por encima de un nudo sobre la mitad de su longitud. Luego se retira con cuidado la pielecilla que cubre las yemas de los entrenudos, con mucho cuidado para no dañar estos. Con ello conseguiremos que les llegue más luz.
También se puede diluir una pizca de la hormona de crecimiento vegetal(benziladenina) en agua y con un pincel dar una fino toque en el corte para estimular su aparición. Una vez el keikis ha emitido unas raíces pequeñas se puede separar de la planta madre.

## Taxonomía
Phalaenopsis bellina fue descrita por (Rchb.f.) Christenson y publicado en Brittonia 47: 58. 1995.
Etimología
Phalaenopsis: nombre genérico que procede del griego phalaina = “mariposa” y opsis = “parecido”, debido a las inflorescencias de algunas especies, que recuerdan a mariposas en vuelo. Por ello, a las especies se les llama “orquídeas mariposa”.
bellina: epíteto latino que significa "muy bonita".
Sinonimia
- Phalaenopsis violacea var. bellina Rchb.f. 1884
- Phalaenopsis violacea var. chloracea Rchb.f. 1884[2][3]

## Phalaenopsishíbridos naturales
- Phalaenopsis × gersenii (Phalaenopsis sumatrana  ×  Phalaenopsis violácea) (Borneo, Sumatra).
- Phalaenopsis × singuliflora (Phalaenopsis bellina  ×  Phalaenopsis sumatrana) (Borneo).